# Jan Zimmermann (siatkarz)
Jan Zimmermann (ur. 12 lutego 1993 w Tybindze) – niemiecki siatkarz, grający na pozycji rozgrywającego. 
Jego dziewczyną jest siatkarka Dora Grozer.

## Kariera klubowa
| Kariera juniorska         | Kariera juniorska               | Kariera juniorska | Kariera juniorska | Kariera juniorska | Kariera juniorska | Kariera juniorska | Kariera juniorska | Kariera juniorska | Kariera juniorska | Kariera juniorska |
| ------------------------- | ------------------------------- | ----------------- | ----------------- | ----------------- | ----------------- | ----------------- | ----------------- | ----------------- | ----------------- | ----------------- |
| Lata                      | Klub                            |                   |                   |                   |                   |                   |                   |                   |                   |                   |
| –2011                     | TV Rottenburg                   |                   |                   |                   |                   |                   |                   |                   |                   |                   |
| 2011–2012                 | Felbach Stuttgart               |                   |                   |                   |                   |                   |                   |                   |                   |                   |
| 2012–2013                 | VC Olympia                      |                   |                   |                   |                   |                   |                   |                   |                   |                   |
| Kariera seniorska         |                                 |                   |                   |                   |                   |                   |                   |                   |                   |                   |
| Lata                      | Klub                            |                   |                   |                   |                   |                   |                   |                   |                   |                   |
| 2013–2015                 | VfB Friedrichshafen             |                   |                   |                   |                   |                   |                   |                   |                   |                   |
| 2015–2017                 | United Volleys Frankfurt        |                   |                   |                   |                   |                   |                   |                   |                   |                   |
| 2017–2018                 | Stade Poitevin                  |                   |                   |                   |                   |                   |                   |                   |                   |                   |
| 2018–2019 (do 03.2019)    | Berlin Recycling Volleys        |                   |                   |                   |                   |                   |                   |                   |                   |                   |
| 2019–2020 (od 25.03.2019) | Greenyard Maaseik               |                   |                   |                   |                   |                   |                   |                   |                   |                   |
| 2020–2021                 | Sir Safety Conad Perugia        |                   |                   |                   |                   |                   |                   |                   |                   |                   |
| 2021–2022                 | Kioene Padwa                    |                   |                   |                   |                   |                   |                   |                   |                   |                   |
| 2022–2022 (do 14.10.2022) | BBTS Bielsko-Biała              |                   |                   |                   |                   |                   |                   |                   |                   |                   |
| 2022–2023 (od 14.10.2022) | Vero Volley Monza               |                   |                   |                   |                   |                   |                   |                   |                   |                   |
| 2023–2024                 | Galatasaray HDI Sigorta Stambuł |                   |                   |                   |                   |                   |                   |                   |                   |                   |
| 2024–2025                 | Gioiella Prisma Taranto         |                   |                   |                   |                   |                   |                   |                   |                   |                   |
| 2025–                     | Mint Vero Volley Monza          |                   |                   |                   |                   |                   |                   |                   |                   |                   |

## Sukcesy klubowe
Puchar Niemiec:
- 2014, 2015[6]

Liga niemiecka:
- 2015[7]
- 2014[8]

Liga belgijska:
- 2019

Superpuchar Włoch:
- 2020

Liga włoska:
- 2021

## Sukcesy reprezentacyjne
Igrzyska Europejskie:
- 2015

Mistrzostwa Europy:
- 2017